# Mateașivka, Lubnî
Mateașivka (în ucraineană Матяшівка) este un sat în comuna Orihivka din raionul Lubnî, regiunea Poltava, Ucraina.

## Demografie
Componența lingvistică a localității Mateașivka
     Ucraineană (95,38%)
     Rusă (4,62%)
Conform recensământului din 2001, majoritatea populației localității Mateașivka era vorbitoare de ucraineană (95,38%), existând în minoritate și vorbitori de rusă (4,62%).